# Saint-Vulbas
Saint-Vulbas là một xã ở tỉnh Ain, vùng Auvergne-Rhône-Alpes thuộc miền đông nước Pháp.